# سمية عفيفي
سمية عفيفي أول امرأة عربية مسلمة تحصل على درجة الدكتوراه في اللغة الروسية من جامعة موسكو عام 1964 وقدمت أول ترجمة لتفسير القرآن الكريم باللغة الروسية وتعد من أكثر الترجمات استخداماً بين مسلمي الجمهوريات الإسلامية التابعة للاتحاد السوفيتي سابقًا.

## النشأة والدراسة
ولدت الدكتورة «سمية محمد موسى عفيفي» أول يوليو 1935م لأب من علماء الأزهر، وأم من المصريات اللاتي حصلن على الدكتوراه من الخارج، التحقت الدكتورة «سمية» بقسم اللغة الإنجليزية بكلية الآداب وتخرجت فيه. وتزامن حصولها على ليسانس الآداب مع العدوان الثلاثي على مصر، وهو ما حال دون سفرها إلى بريطانيا أو أوروبا لإكمال دراستها العليا نظرًا لتوقف البعثات المصرية إلى أوروبا في تلك الفترة، حيث تحولت إلى الاتحاد السوفييتي (السابق). أما عن تدرجها العلمي والوظيفي فهو:
- ليسانس آداب في اللغة الإنجلزية - جامعة عين شمس 1956
- دكتوراه الفلسفة في اللغة وآدابها (تخصص لغة روسية) جامعة موسكو 1964
- ماجستير في تدريس اللغة الإنجليزية بوصفها لغة أجنبية - الجامعة الأمريكية - القاهرة 1985
- مدرس ثم أستاذ مساعد ثم أستاذ بقسم اللغات السلافية بكلية الألسن جامعة عين شمس
- الإشراف على قسم اللغة الروسية منذ عام 1964-1969
- رئيس قسم اللغة الروسية 1969 - 1973
- رئيس مجلس قسم اللغات السلافية بكلية الألسن 1973 - 1981
- أستاذ متفرغ بقسم اللغات السلافية 1995 - 2005

## الترجمات الإسلامية
اتجهت دكتورة سمية عفيفي عام 1990 إلى الترجمات ذات الطابع الديني، فقامت بترجمة 4 كتيبات للروسية عن العبادات الإسلامية (الصلاة والزكاة والصوم والحج والعمرة) للمجلس الأعلى للشؤون الإسلامية بمصر، لاقت إقبالاً كبيرًا في الجمهوريات الإسلامية المستقلة عن الاتحاد السوفييتي.
ثم أوكلت إليها وزارة الأوقاف المصرية ترجمة المنتخب في تفسير معاني القرآن، إلى اللغة الروسية، فبدأت في الترجمة عام 1995 وانتهت منها عام 2000م.
وأمضت دكتورة «سمية» السنوات الخمس في ترجمة معاني القرآن، وقراءة التفاسير المختلفة ودراستها، بالإضافة إلى الاستعانة بنصائح علماء الأزهر، وخصصت وقتها كله لترجمة المعاني، حتى تستطيع إنجاز الترجمة ليستفيد منها مسلمو تلك الجمهوريات الروسية المستقلة الذين عانوا طويلاً من الشيوعية. وقد قامت دكتورة «سمية» بترجمة 24 جزءًا، في حين ترجم الأجزاء الستة المتبقية الدكتور عبد السلام منسي.
وعلى الرغم من ظهور ترجمات روسية لمعاني القرآن منذ القرن الثامن عشر، فإنها جميعًا كانت على أيدي الروس ممن درسوا اللغة العربية، حتى جاءت دكتورة «سمية» فكانت أول مترجمة عربية تقوم بترجمة معاني القرآن، ولاقت هذه الترجمة قبولاً واستحسانًا لدى الشعوب الناطقة بالروسية. وقد توالت ترجمات دكتورة «سمية» للكتب الإسلامية إلى اللغة الروسية، فقدمت للروسية كتاب «العقيدة الصحيحة ونواقض الإسلام» للشيخ عبد العزيز بن باز، و«حقائق الإسلام في مواجهة شبهات المشككين» للدكتور حمدي زقزوق. كما قامت بترجمة عدة أعمال أدبية منها الأعزب، الريفية، شهر في القرية، وداع في يونيو

## جوائز وأوسمة ومناصب
حصلت على عدد من الجوائز عن بحوثها العلمية وإنجازاتها في مجال الترجمة والدعوة الإسلامية:
- جائزة جامعة عين شمس التقديرية عام 2000.[14]
- وسام جمهورية مصر العربية للعلوم والفنون من الدرجة الأولى عام 1995.
- ميدالية إسكندر بوشكين للغة الروسية التي يمنحها الاتحاد الدولي لأساتذة اللغة الروسية وآدابها عام 1985.
- جائزة البحوث الممتازة بجامعة عين شمس عام 1975.
- تكريم اسمها من قبل وزارة الثقافة 2016.[15][16]
- تكريم اسمها من قبل المركز الثقافي الروسي 2015.[17]

كما شغلت عدة مناصب منها: عضوية لجنة الترجمة بالمجلس الأعلى للشؤون الإسلامية، كما شاركت في العديد من المؤتمرات العلمية والبحثية.

## أبرز الإنجازات
المساهمة في نشر الدعوة الإسلامية في الجمهوريات الإسلامية بالاتحاد السوفييتي السابق، وإقامة جسور ثقافية بين هذه الشعوب المتعطشة للدين الإسلامي والشعوب العربية وذلك بإنجاز:
- ترجمة المنتخب في تفسير القرآن الكريم إلى اللغة الروسية (الأزهر الشريف - وزارة الأوقاف - المجلس الأعلى للشؤون الإسلامية 1995-1998)
- ترجمة ومراجعة عدد 4 كتب عن العبادات في الدين الإسلامي إلى اللغة الروسية الكتب بعنوان: الصلاة، الصوم، الزكاة، الحج والعمرة) (الأزهر الشريف - وزارة الأوقاف - المجلس الأعلى للشؤون الإسلامية 1990)[18]
- ترجمة كتاب العقيدة الصحيحة ونواقض الإسلام لمؤلفه الشيخ / عبد العزيز بن باز (السلسلة الإسلامية الميسرة الرياض 1997.[2]